# Fox Entertainment Group
Fox Entertainment Group, Inc. era una società statunitense dell'industria dell'intrattenimento che prende il nome da William Fox, nato Wilhelm Fried, che ha creato l'originale Fox Film Corporation (insieme a Joseph M. Schenck e Darryl F. Zanuck).
In seguito all'acquisizione della 21st Century Fox da parte della The Walt Disney Company, le attività del gruppo furono raggruppate in varie unità Disney. Gli studi cinematografici 20th Century Fox, Fox Searchlight Pictures e Blue Sky Studios sono stati trasferiti alla Walt Disney Studios, mentre Fox Star Studios è stato trasferito a Walt Disney Direct-to-Consumer & International.
Jim Gianopulos è stato l'ultimo presidente di Fox Entertainment Group, una posizione che ha condiviso con Tom Rothman fino al 2012.

## Divisioni aziendali

### Motion picture
- 20th Century Fox Film Corporation
- Fox Studios Australia
- Fox Baja Studios
- Fox 2000 Pictures
- Fox Searchlight Pictures
- Fox Faith
- 20th Century Fox Español
- 20th Century Fox International
- 20th Century Fox Home Entertainment
- Fox Atomic
- 20th Century Fox Animation
- Blue Sky Studios
- Fox Star Studios

### Produzione e distribuzione televisiva
- 20th Century Fox Television
- Fox Television Studios
- Fox 21
- 20th Television
- FX Productions

### Stazioni televisive
- Fox Television Stations

### Trasmissioni televisive
- Fox Broadcasting Company
- Movies!

### Servizi di diffusione delle trasmissioni
- MyNetworkTV

### Programmazione via cavo

#### Fox Networks Group
- Fox Business Network
- Fox News Channel
- FX
- FXX
- FX Movie Channel
- National Geographic Channel (con  the National Geographic Society)
- Nat Geo Mundo (con  the National Geographic Society)
- Nat Geo Wild (con  the National Geographic Society)
- Fox on Demand

#### Fox Sports Media Group
- Big Ten Network (51%, con Big Ten Conference)
- Fox College Sports
- Fox Soccer Plus
- Fox Sports 1
- Fox Sports 2
- Fox Sports Networks (affiliati da Cablevision e DirecTV Sports Networks)

#### Fox America Latina
- Fox (1993–oggi)
- FX (2005–oggi)
- Utilisima (2006-2013)
- Fox Sports (1996–oggi)
- Fox Life (2005–oggi)
- National Geographic Channel (2000–oggi)

#### Fox Australia
- Fox Sports Australia
- FoxTEL (50% con Telstra)

#### International
- Fox International Channels